# WWE 2K24
WWE 2K24 es un videojuego deportes de lucha libre profesional desarrollado por Visual Concepts y publicado por 2K. Es la vigésima cuarta entrega general de la serie de videojuegos basada en WWE, el décimo juego bajo la marca WWE 2K y el sucesor de WWE 2K23. Fue lanzado el 8 de marzo de 2024 para PlayStation 4, PlayStation 5, Windows, Xbox One y Xbox Series X/S.
WWE 2K24 recibió críticas generalmente favorables tras su lanzamiento, y los críticos consideran que consiste en gran medida en mejoras incrementales y refinamientos con respecto a su predecesor.

## Jugabilidad
Varios modos de juego regresaron para esta entrega, con combates de estipulación como el de árbitro especial invitado, lucha de ambulancia, lucha de ataúd y lucha gauntlet.

## Desarrollo
En mayo de 2023, durante una convocatoria anual de resultados trimestrales realizada por el la compañía de 2K Take-Two Interactive, se anunció WWE 2K24 como un próximo título que se lanzaría en marzo del año fiscal 2024.
El 17 de enero de 2024, WWE 2K actualizó su encabezado e imágenes de perfil en X (Twitter), para incluir el nuevo logotipo de WWE 2K24 y una fecha de anuncio pactada para el 22 de enero de 2024. Ese mismo día, subieron una fotografía de avance que mostraba la camiseta de un árbitro, con Stone Cold Steve Austin etiquetado en el tuit.
El 22 de enero de 2024, se confirmó que Cody Rhodes sería el luchador que estaría en la portada de la edición estándar, mientras que Rhea Ripley de The Judgment Day, y Bianca Belair, serían las luchadoras de la portada en la edición deluxe. También se anunció el lanzamiento de la edición «40 Years of WrestleMania», que incluye la arena de WrestleMania XL y cinco superestrellas jugables, según sus respectivas apariciones en WrestleMania, lo que marcó la primera vez desde WWE 2K14, que los jugadores pueden jugar a través de un modo de presentación de WrestleMania. MyRise contó con dos nuevas historias: Unleashed y Undisputed. Todas las ediciones estuvieron disponibles para PC, PlayStation 4, Xbox One, PlayStation 5, Xbox Series X y Series S, y las mismas también incluyeron un mes de Peacock Premium, pero solo disponible en Estados Unidos, teniendo la oferta de disponibilidad hasta el 14 de abril de 2024, con códigos de vencimiento hasta el 31 de mayo de 2024.

## Lanzamiento
La edición estándar se lanzó el 8 de marzo de 2024, mientras que las ediciones deluxe y 40 Years of WrestleMania se lanzaron tres días antes, el 5 de marzo.

## Roster
En negrita se resaltan a los luchadores y luchadoras que debutan o aquellos que no estuvieron en la entrega pasada.
| - Raw 1. Akira Tozawa 2. Alexa Bliss 3. Apollo Crews 4. Becky Lynch 5. Braun Strowman 6. Bronson Reed 7. Candice LeRae 8. Carmella 9. Cedric Alexander 10. Chad Gable 11. Chelsea Green 12. Cody Rhodes 13. Damian Priest 14. Dexter Lumis 15. "Dirty" Dominik Mysterio 16. Drew McIntyre 17. Erik 18. Finn Bálor 19. Giovanni Vinci 20. Gunther 21. Indi Hartwell 22. Ivar 23. Ivy Nile 24. JD McDonagh 25. Jey Uso 26. Jinder Mahal 27. Johnny Gargano 28. Katana Chance 29. Kayden Carter 30. Kevin Owens 31. Kofi Kingston 32. Liv Morgan 33. Ludwig Kaiser 34. Maxxine Dupri 35. The Miz 36. MVP 37. Natalya 38. Nikki Cross 39. Omos 40. Otis 41. Piper Niven 42. Raquel Rodríguez 43. Rhea Ripley 44. Ricochet 45. Sami Zayn 46. Sanga 47. Seth 'Freakin' Rollins 48. Shayna Baszler 49. Shinsuke Nakamura 50. Sonya Deville 51. Tegan Nox 52. Tommaso Ciampa 53. Veer Mahaan 54. Xavier Woods 55. Xia Li 56. Zoey Stark | - SmackDown 1. AJ Styles 2. Alba Fyre 3. Angelo Dawkins 4. Ashante "Thee" Adonis 5. Asuka 6. Austin Theory 7. Bayley 8. Bianca Belair 9. Big E 10. Bobby Lashley 11. Bron Breakker 12. Butch 13. Cameron Grimes 14. Charlotte Flair 15. Cruz del Toro 16. Dakota Kai 17. Elton Prince 18. Grayson Waller 19. Humberto Carrillo 20. Isla Dawn 21. IYO SKY 22. Jimmy Uso 23. Joaquin Wilde 24. Kairi Sane 25. Karl Anderson 26. Karrion Kross 27. Kit Wilson 28. LA Knight 29. Logan Paul 30. Luke Gallows 31. Michin 32. Montez Ford 33. R-Truth 34. Randy Orton 35. Rey Mysterio 36. Roman Reigns 37. Santos Escobar 38. Scarlett 39. Sheamus 40. Shotzi 41. Solo Sikoa 42. Tiffany Stratton 43. Tyler Bate 44. Zelina Vega | - NXT 1. Andre Chase 2. Angel Garza 3. Axiom 4. Baron Corbin 5. Brooks Jensen 6. Brutus Creed 7. Carmelo Hayes 8. Channing "Stacks" Lorenzo 9. Cora Jade 10. Damon Kemp 11. Dijak 12. Drew Gulak 13. Duke Hudson 14. Fallon Henley 15. Gigi Dolin 16. Ilja Dragunov 17. Jacy Jayne 18. Joe Coffey 19. Joe Gacy 20. Josh Briggs 21. Julius Creed 22. Lyra Valkyria7 23. Mark Coffey 24. Nathan Frazer 25. Nikkita Lyons 26. Noam Dar 27. Roxanne Perez 28. Scrypts 29. Ridge Holland 30. Thea Hail 31. Tony D'Angelo 32. Trick Williams 33. Wendy Choo 34. Wes Lee 35. Wolfgang | - Leyendas y Alumni 1. André The Giant 2. Bad Bunny 3. Batista 4. Beth Phoenix 5. Big Boss Man 6. Boogeyman 7. Booker T 8. Bray Wyatt 9. Bret "The Hitman" Hart 10. British Bulldog 11. Bruno Sammartino 12. Bubba Ray Dudley4 13. Chyna 14. D-Von Dudley4 15. Diamond Dallas Page9 16. Doink 17. Dusty Rhodes1 18. Eddie Guerrero 19. Eric Bischoff 20. Eve Torres 21. Faarooq 22. George "The Animal" Steele 23. 'The Great Muta9' 24. Harley Race 25. Honky Tonk Man5 26. Hulk Hogan 27. The Hurricane 28. The Iron Sheik9 29. Jake “The Snake” Roberts 30. JBL 31. Jerry “The King” Lawler 32. Jim “The Anvil” Neidhart 33. Jimmy Hart5 34. John Cena 35. Kane 36. Ken Shamrock 37. Kevin Nash 38. Kurt Angle 39. Lex Luger9 40. Lita 41. Maryse 42. Michelle McCool7 43. Mick Foley 44. Molly Holly 45. Mosh4 46. Mr.Perfect9 47. Muhammad Ali 48. Pat McAffee 49. Randy Savage 50. "Ravishing" Rick Rude 51. Rick Steiner 52. Ricky Steamboat 53. Rikishi 54. Rob Van Dam 55. [[Robert Roode] 56. The Rock 57. Roddy Piper 58. Ronda Rousey 59. Sandman4 60. Scott Hall 61. Scott Steiner 62. Sensational Sherri5 63. Shane McMahon 64. Shawn Michaels 65. Stacy Keibler 66. Stephanie McMahon 67. "Stone Cold" Steve Austin 68. "Superstar" Billy Graham1 69. Tamina 70. Ted DiBiase 71. Terry Funk4 72. Thrasher5 73. Triple H 74. Trish Stratus 75. Tyler Breeze 76. The Ultimate Warrior 77. Umaga 78. Uncle Howdy 79. The Undertaker 80. Vader 81. Valhalla 82. X-Pac 83. Yokozuna - "DLC" CM Punk 1. Dragon Lee7 Jade Cargill Nia Jax | - Versiones Alternativas 1. Asuka (64 Bits)10 2. Batista '08 3. Becky Lynch '1810 4. Becky Lynch '19 5. Bianca Belair '172 6. Bianca Belair (64 Bits)10 7. "Big Poppa Pump" Scott Steiner10 8. Booker T '01 10 9. Bray Wyatt '20 10. Bray Wyatt '20 (nWo) 11. Bray Wyatt '20 (SNME) 12. Bret Hart '92 13. Cactus Jack 14. Chad Gable '1610 15. Charlotte Flair '173 16. Charlotte Flair '19 17. CM Punk '1010 18. CM Punk '10 (Masked)10 19. CM Punk (Piper)10 20. CM Punk (S.E.S)10 21. Curt Hennig (Wolfpac)10 22. Diesel 23. Dominik Mysterio (Masked)10 24. Dude Love 25. Eddie Guerrero '97 26. "Elite" Bray Wyatt8 27. "Elite" Cody Rhodes1 28. "Elite" Hulk Hogan10 29. "Elite" John Cena11 30. "Elite" The Rock11 31. "The Fiend" Bray Wyatt '238 32. Hollywood Hogan 33. Hollywood Hogan (Wolfpac)10 34. Hulk Hogan '02 35. Jean Paul Levesque 10 36. "Ichiban" Hulk Hogan11 37. John Cena '20 38. John Cena '20 (2002) 39. John Cena '20 (DOC) 40. John Cena '20 (nWo) 41. John Cena '20 (SNME) 42. John Cena '20 (WM30) 43. John Cena "The Prototype"10 44. Juan Cena 45. Kane '08 46. Kevin Owens (Stone Cold)10 47. King Booker10 48. Lex Luger (Wolfpac)10 49. "Macho King" Randy Savage3 50. "Macho Man" Randy Savage (SlimJim)10 51. "Macho Man" Randy Savage (Wolfpac)10 52. Mankind 53. Michin (64 Bits)10 54. Mighty Molly 55. Randy Orton '02 56. Randy Orton '0910 57. Randy Orton '15 58. Raquel Rodríguez (64 Bits) 59. Razor Ramon 60. Rey Mysterio '063 61. Rey Mysterio Jr. 62. Rhea Ripley '172 63. Rhea Ripley '203 64. Rhea Ripley '23 (Crown jewel)10 65. Rhea Ripley (HHH)10 66. The Rock '01 67. The Rock '2410 68. Roman Reigns '15 69. Roman Reigns '2410 70. Roman Reigns (64 Bits)10 71. Scott Steiner (Wolfpac)10 72. Seth Rollins '1410 73. Seth Rollins '15 74. Shawn Michaels '05 75. Shawn Michaels '09 76. Shawn Michaels '94 77. Sheamus '0910 78. Stardust1 79. "Stone Cold" Steve Austin '01 80. "Stone Cold" Steve Austin '97 81. Syxx 82. Trick Williams '2210 83. Triple H '08 84. Triple H '143 85. Triple H (King of Kings)10 86. "Undashing" Cody Rhodes 87. Uncle Howdy '248 88. The Undertaker '03 89. The Undertaker '09 90. The Undertaker '14 91. The Undertaker '2010 92. The Undertaker '98 93. Xavier Woods (64 Bits)10 94. Zero10 |

| - Agentes Libres e Invitados 1. AJ Hawk6 2. Brock Lesnar12 3. Boston Connor6 4. Darius Butler6 5. Mr. McMahon12 6. Post Malone5 7. Ty Schmit6 | - Managers 1. Adam Pearce 2. B-Fab 3. Bobby “The Brain” Heenan 4. Cathy Kelley 5. Jimmy Hart5 6. Mick Foley 7. Miss Elizabeth 8. Paul Bearer 9. Paul Heyman |

1DLC: Nightmare Family Pack/Pre-Order.
2DLC: Edición Deluxe.
3DLC: Edicion 40 Years of Wrestlemania.
4DLC: ECW Punk Pack.
5DLC: Post Malone and Friends Pack.
6DLC: The Pat McAfee Show Pack.
7DLC: Global Superstars Pack.
8DLC: Edicion Bray Wyatt
9DLC: WCW Pack
10Disponible a traves de MyFaction
11Obtenible con Codigo
12Solo en el modo Showcase

### Arenas
Estás son las arenas disponibles en juego. 
- Arenas principales
  - Raw (2023)
  - SmackDown (2023)
  - NXT (2023)
  - NXT 2.0 (2022)
  - NXT: The Great American Bash (2023)
  - NXT New Year's Evil (2023)
  - NXT Stand & Deliver (2023)
  - NXT Vengeance Day (2023)
  - NXT Roadblock (2023)
  - NXT Spring Breakin' (2023)
  - NXT Battleground (2023)
  - NXT Gold Rush
  - NXT Heatwave (2023)
  - NXT No Mercy (2023)
  - NXT Halloween Havoc (2023)
  - Queen's Crown
  - Royal Rumble (2023)
  - Elimination Chamber (2023)
  - Wrestlemania III
  - WrestleMania V
  - WrestleMania VI
  - WrestleMania VIII
  - WrestleMania X
  - WrestleMania 13
  - WrestleMania X-Seven
  - WrestleMania XX
  - WrestleMania 21
  - WrestleMania XXV
  - WrestleMania XXX
  - WrestleMania 31
  - WrestleMania 35
  - WrestleMania 36
  - WrestleMania 38
  - WrestleMania 39
  - WrestleMania XL
  - Hell in a Cell (2022)
  - Clash at the Castle (2022)
  - SummerSlam (2023)
  - WWE Night of Champions (2023)
  - Extreme Rules (2022)
  - WWE Money in the Bank
  - WWE Payback
  - WWE Fastlane
  - Survivor Series (2022)
- Otras arenas
  - Raw (2002)
  - SmackDown! (2002)
  - WCW Halloween Havoc (1997)
  - WCW Nitro (1998)
  - WWE Main Event (2023)
  - WWF SummerSlam (1988)
  - WWE Mixed Match Challenge
  - ECW One Night Stand (2006)
  - WWE King of the Ring (2021)
  - WCW Fall Brawl (1994)
  - Arena Estatal
  - BCW
  - Club U.K
  - Down-Up Down-Up Arena
  - Japan Dome
  - Japan Hall
  - Joshi Japan
  - LAW
  - México Plaza
  - Motion Capture Video
  - Performance Center
  - SummerSlam - MyRise
  - TBD Arena
  - WrestleMania - MyRise
  - WWE Live Event Arena (House Show)

## Campeones
| Campeonato                        | Campeón                                   | Marca     |
| --------------------------------- | ----------------------------------------- | --------- |
| Undisputed WWE Championship       | Roman Reigns                              | Smackdown |
| WWE Women's Championship          | Iyo Sky                                   | Smackdown |
| World Heavyweight Championship    | Seth "Freakin" Rollins                    | RAW       |
| Women's World Championship        | Rhea Ripley                               | RAW       |
| WWE United States Championship    | Logan Paul                                | SmackDown |
| WWE Intercontinental Championship | Gunther                                   | RAW       |
| WWE SmackDown Tag Team Champions  | Damian Priest & Finn Balor                | SmackDown |
| WWE Raw Tag Team Champions        | Damian Priest & Finn Balor                | RAW       |
| WWE Women's Tag Team Champions    | Katana Chance & Kayden Carter             | RAW       |
| NXT Champion                      | Ilja Dragunov                             | NXT       |
| NXT Women's Champion              | Vacante                                   | NXT       |
| NXT North American Champion       | "Dirty" Dominik Mysterio                  | NXT       |
| NXT Tag Team Champions            | Tony D'Angelo & Channing "Stacks" Lorenzo | NXT       |